# Josef Uličný
Josef Uličný (19. dubna 1850, Bedihošť – 8. června 1913, Třebíč) byl český pedagog a přírodovědec. Byl oblíbeným profesorem Jakuba Demla.

## Biografie
Josef Uličný se narodil v roce 1850 v Bedihošti nedaleko Prostějova, nastoupil na německé gymnázium v Olomouci, ale později přešel na české gymnázium do Brna, kde v roce 1872 odmaturoval. V roce 1877 dokončil studium výuku přírodopisu, matematiky a fyziky na Filozofické fakultě Univerzity Karlovy v Praze. Během studia vstoupil do Klubu přírodovědeckého a nastoupil do Národního muzea, kde pracoval v zoologických sbírkách. Po ukončení studia nastoupil na pozici pedagoga na gymnázium v Táboře, v roce 1880 se však přestěhoval do Brna, kde pracoval jako suplent na českém gymnáziu a od roku 1889 pracoval jako řádný profesor na gymnáziu v Třebíči, tam působil až do roku 1909, kdy odešel do důchodu. Podle jiných zdrojů nastoupil v roce 1888 na gymnázium v tehdejším Německém Brodě, kde působil zpočátku jako suplent, ale následně od roku 1890 jako provizorní profesor a na třebíčské gymnázium měl nastoupit až roku 1893.
Věnoval se primárně malakologii, věnoval se také vědecké práci a publikování, psal primárně do časopisu Vesmír. Sepsal také publikaci Měkkýši čeští nebo několik prací o měkkýších žijících v okolí Tábora, Brna nebo Třebíče. Některé práce napsal i v němčině. Svoji přírodopisnou sbírku předal Moravskému zemskému muzeu. Od roku 1898 byl čestným členem Klubu přírodovědeckého v Prostějově.